# L'Ave Maria
 L'Ave Maria è un film drammatico del 1982, diretto da Ninì Grassia, che ha curato anche la produzione, il soggetto e la sceneggiatura. È il secondo dei cinque film che il cantante Nino D'Angelo ha girato con il regista.

## Trama
Nino, vedovo con un figlio di nome Ciro, si esibisce come cantante in vari locali e vive assieme agli zii di suo figlio, Pasqualino e Caterina e fa il benzinaio. Un giorno, Nino incontra casualmente Angela, fidanzata con Gaetano, con cui inizia a frequentarsi, a cui non rivela di avere un figlio e che Nino non sa di essere la maestra di suo figlio; nel frattempo Nino partecipa ad un concorso canoro televisivo dove viene notato dalla produttrice discografica Claudia che gli promette un contratto, che non si concretizza per colpa di suo marito che lo rifiuta. Nel frattempo l'amicizia creatasi fra Nino e Angela si trasforma in una vera e propria storia d'amore.
Quando Angela chiama il padre di Ciro per esporgli i problemi dell'alunno, la maestra scopre la verità. Inizialmente Angela è arrabbiata con Nino, ma quest'ultimo riesce in seguito a farsi perdonare dalla maestra, tanto da accompagnarla a casa. Mentre passeggiano assieme i due vengono notati da Gaetano, che prima minaccia Nino affinché non frequenti più la sua futura sposa e maestra di Ciro e poi fa mettere dal suo scagnozzo nell'automobile di Nino dei soldi falsi in suo possesso e di fare una denuncia anonima per farlo arrestare e allontanarlo da Angela. Dopo aver scontato qualche mese di detenzione, Nino esce dal carcere e viene ingaggiato dalla produttrice Claudia con cui intraprende anche una relazione sentimentale: Nino è però costretto a stare lontano per un po' di tempo da Ciro e da Angela. Claudia è però ingelosita dalla relazione tra Angela e Nino, tanto che quest'ultimo per non rinunciare alla sua carriera decide di lasciare Angela per partire per una tournée in Sud America, che durerà due settimane.
Dopo le due settimane di tournée in Sud America, Nino è in procinto di ritornare a casa e Ciro decide di andarlo a prendere all'aeroporto in bici, venendo però investito da un'automobile riportando un trauma cranico. Nino assiste il figlio all'ospedale e viene raggiunto da Claudia che lo invita a rimettersi assieme con Angela per dare una figura materna a Ciro. Ciro si risveglia dal coma e rivela a Nino che Angela è in procinto di sposarsi con Gaetano: Nino recandosi nella chiesa dove si svolge la funzione riesce ad impedire il matrimonio rimettendosi assieme con Angela, mentre Gaetano viene arrestato dalla polizia per spaccio di denaro falso.

## Produzione
Il film è stato prodotto dalla Giada Cinematografica. Le scene sono state girate a Napoli e anche a Castel Volturno.
Si esibiscono nel film I Sergenti a Sonagli, duo formato da Renato Rutigliano e Gino Briglione e appare il piccolo Carmine Jorio, che parteciperà a un altro film di Nino D'Angelo, L'ammiratrice.

## Accoglienza

### Incassi
Il film si è classificato al 90º posto tra i primi 100 film di maggior incasso della stagione cinematografica italiana 1982-1983.

## Distribuzione
La pellicola è stata distribuita il 12 ottobre 1982.